# Zéaralénone
Le zéaralénone est une mycotoxine émise par certaines espèces de champignons du sol, les fusariums, qui peuvent coloniser certains végétaux (notamment les graminées) en y produisant une maladie, la fusariose.

## Pathogénicité
Le zéaralénone est un leurre hormonal, perturbateur endocrinien, qui « mime » les œstrogènes et peut poser chez les animaux nourris avec du fusarié des problèmes de reproduction (allant jusqu'à l'infertilité et l'avortement spontané, notamment chez le porc).
Le comité scientifique pour les aliments humains (CSAH) a établi une dose journalière admissible (DJA) de 0,2 μg·kgpc-1 .
La structure de la zéaralénone est similaire à celle des œstrogènes et l'α-zéaralénol se lie avec une affinité encore plus grande aux récepteurs des œstrogènes, tandis que l'affinité du β-zéaralénol est inférieure à celle du composé parent et de l'α-Zel. Cela identifie le ZEN et ses métabolites comme des xénoestrogènes. L'exposition des humains et du bétail au ZEN par l'alimentation pose des problèmes de santé en raison de l'apparition de plusieurs troubles sexuels et d'altérations du développement de l'appareil sexuel. Il existe des rapports fiables de cas de puberté précoce chez des filles exposées de manière chronique au ZEN dans diverses régions du monde. Chez la souris, la consommation de ZEN était liée à un déclin des spermatozoïdes et des ovules puissants, à une augmentation des cassures double brin de l'ADN et à l'activation des mécanismes de réparation de l'ADN, suivies par des problèmes de développement embryonnaire qui réduisaient la viabilité de la progéniture.